# ISA World Surfing Games 2022
Die ISA World Surfing Games 2022 wurden vom 16. bis 24. September in Huntington Beach ausgetragen. Der Wettbewerb wurde von der International Surfing Association organisiert und zählte auch bei der Qualifizierung zu den Olympischen Spielen 2024, deren Surfveranstaltungen in Französisch-Polynesien stattfinden.

## Medaillengewinner
| Disziplin   | Gold | Silber                                                                                                | Bronze                                                                                          |
| ----------- | --- | --- | ----------------------------------------------------------------------------------------------- |
| Männer      | Kanoa Igarashi                                                                                            | Rio Waida                                                                                             | Jackson Baker                                                                                   |
| Frauen      | Kirra Pinkerton                                                                                           | Pauline Ado                                                                                           | Sally Fitzgibbons                                                                               |
| Aloha Cup   | Frankreich Gatien Delahaye Tessa Thyssen Vahine Fierro Timothé Bisso                                      | Vereinigte Staaten Griffin Colapinto Zoë McDougall Gabriela Bryan Kolohe Andino                       | Argentinien Leandro Usuna Ornella Pellizzari Lucía Indurain Santiago Muñiz                      |
| Team Punkte | Vereinigte Staaten Kolohe Andino Griffin Colapinto Nat Young Gabriela Bryan Zoë McDougall Kirra Pinkerton | Australien Jackson Baker Liam O’Brien Callum Robson Sally Fitzgibbons Sophie McCulloch India Robinson | Frankreich Timothé Bisso Mihimana Braye Gatien Delahaye Pauline Ado Vahine Fierro Tessa Thyssen |

## Medaillenspiegel
| Rang   | Sportart           | Gold | Silber | Bronze | Gesamt |
| ------ | ------------------ | ---- | ------ | ------ | ------ |
| 1      | Vereinigte Staaten | 2    | 1      | —      | 3      |
| 2      | Frankreich         | 1    | 1      | 1      | 3      |
| 3      | Japan              | 1    | —      | —      | 1      |
| 4      | Australien         | —    | 1      | 2      | 3      |
| 5      | Indonesien         | —    | 1      | —      | 1      |
| 6      | Argentinien        | —    | —      | 1      | 1      |
| Gesamt | Gesamt             | 4    | 4      | 4      | 12     |